# Marcos Aurelio Di Paulo
Marcos Aurelio Di Paulo (Buenos Aires, 27 settembre 1920 – 28 settembre 1996) è stato un calciatore argentino, di ruolo attaccante.

## Carriera
Vinse per tre volte il campionato messicano, sempre con il Léon (1947-1948, 1951-1952 e 1955-1956).

## Palmarès

### Club

#### Competizioni nazionali
- Primera B Nacional: 2

Chacarita Juniors: 1941
Vélez Sarsfield: 1943
- Campionato messicano: 3

León: 1947-1948, 1951-1952, 1955-1956
- Campionato spagnolo: 1

Barcellona: 1948-1949
- Coppa di Spagna: 1

Barcellona: 1951
- Coppa Eva Duarte: 1

Barcellona: 1948

#### Competizioni internazionali
- Coppa Latina: 1

Barcellona: 1949